# Evangelische Kirche Sindlingen

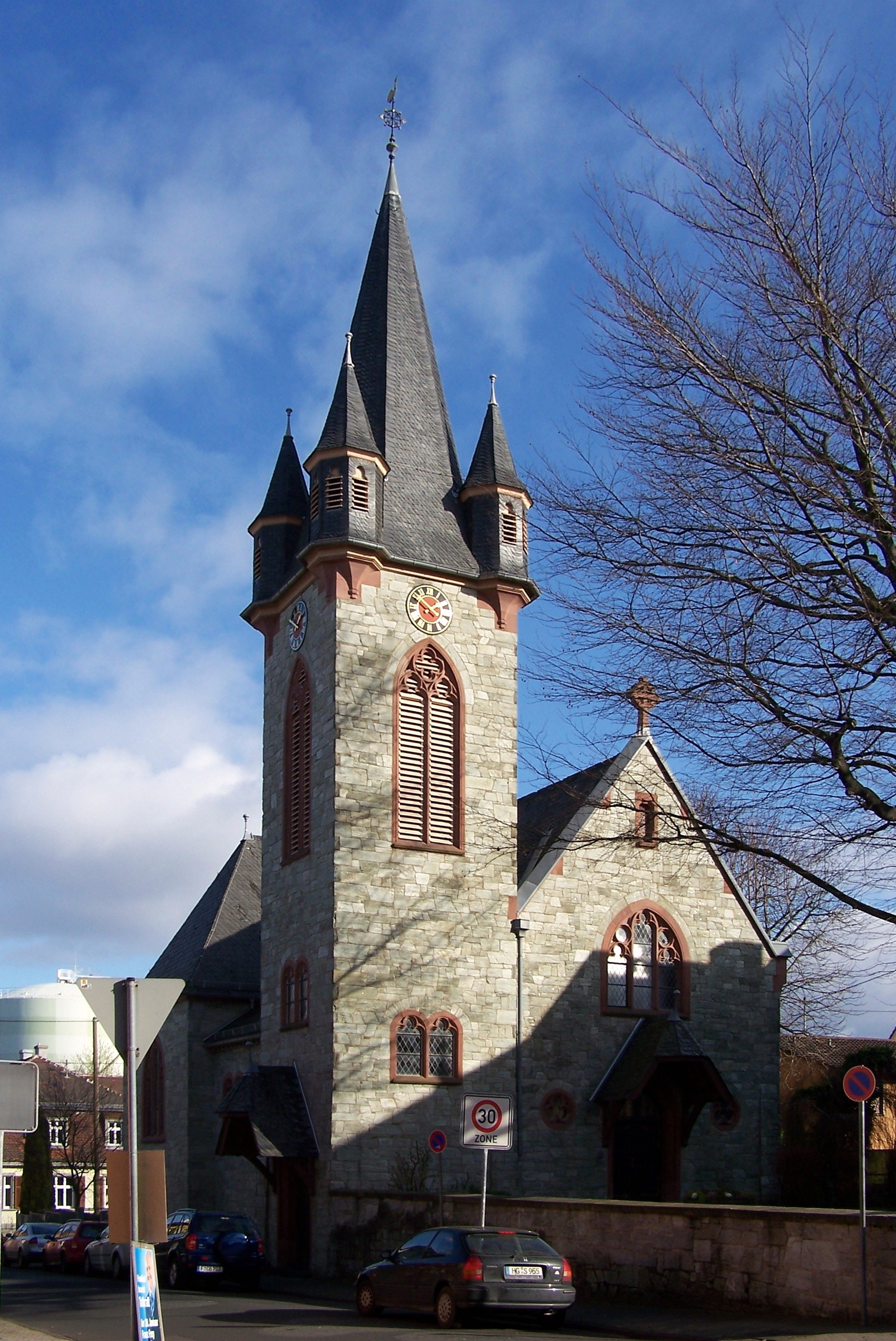
Evangelische Kirche Sindlingen

Die Evangelische Kirche Sindlingen ist die Kirche der Evangelischen Kirchengemeinde in Sindlingen, einem Stadtteil von Frankfurt am Main. Sie  steht – gemeinsam mit dem benachbarten Pfarrhaus und dem Vorplatz – als Kulturdenkmal nach dem hessischen Denkmalschutzgesetz unter Denkmalschutz.

## Kirche und Pfarrhaus
Der Gebäudekomplex aus Kirche und Pfarrhaus im Kern von Sindlingen wurde in den Jahren 1906/1907 nach Plänen des Frankfurter Architekten Alfred Günther erbaut. Den Auftrag zum Bau hatte der Industrielle Herbert von Meister erteilt, der zusammen mit seiner Mutter Marie geb. Becker auch den Bau mit größeren Summen finanzierte und die Ausstattung einschließlich der Glocken und der Orgel stiftete. Die am 29. September 1907 eingeweihte Kirche ist im neugotischen Stil erbaut und besteht aus unverputztem hellen Sandstein, wobei die Gewände der Fensteröffnungen mit roten Sandstein abgesetzt sind. Das Dach ist mit Schiefer gedeckt.
Die Kirche verfügt über ein Haupt- und ein Seitenschiff, die von einer teiloffenen Holzdecke mit sichtbaren Tragbalken überspannt werden. Der seitlichen Viereckturm ist mit Spitzdach und oktogonalen Wichhäuschen bekrönt. Das Innere der Kirche, die 290 Sitzplätze bietet, folgt dem Wiesbadener Programm. Die Ausstattung, unter anderem Kirchenbänke, Kanzel, Altar, Empore und Farbverglasungen, ist weitgehend original. Der Taufstein wurde 1960 erneuert. Das mittlere Fenster im Altarraum stammt von Franz Xaver Zettler. Es zeigt den auferstandenen Christus.
Die Orgel aus dem Jahr 1907 ist ein Werk des Ludwigsburger Orgelbauers Walcker mit 12 Registern. Die drei ursprünglichen Glocken wurden 1907 von der Glocken- und Kunstgießerei Rincker in Sinn gegossen. Sie waren eine Stiftung der Kinder der Familie von Meister und erklangen in den Tönen fis1, a1 und h1. Im Ersten Weltkrieg mussten zwei Glocken 1918 als Metallspende des deutschen Volkes zu Kriegszwecken abgeliefert werden. Dasselbe geschah mit ihren Nachfolgern 1939 und 1942 im Zweiten Weltkrieg. Im November 1954 erhielt die Kirche zwei neue, ebenfalls von Rincker gegossene, Glocken mit gleicher Stimmung wie ihre zerstörten Vorgänger. Die drei Glocken tragen die Inschriften „Ehre sei Gott in der Höhe“ (fis1, 875 kg), „und Friede auf Erden“ (a1, 500 kg), „und den Menschen ein Wohlgefallen“ (h1).
Das Pfarrhaus (Adresse: Sindlinger Bahnstraße 44) ist ebenfalls im neugotischen Stil erbaut und verputzt. Das Ensemble ist aus orts- und baugeschichtlichen, künstlerischen sowie städtebaulichen Gründen als Kulturdenkmal ausgewiesen.

## Kirchengemeinde
Da Sindlingen bis 1803 zu Kurmainz gehörte, bestand hier über Jahrhunderte nur eine römisch-katholische Kirchengemeinde. Erst durch die nahegelegenen Farbwerke Hoechst kamen im letzten Drittel des 19. Jahrhunderts evangelische Arbeiter und Angestellte nach Sindlingen. Sie gehörten zuerst zu Oberliederbach, später zu deren Tochtergemeinde Nied-Höchst. Ab 4. Dezember 1902 bildeten Sindlingen und das benachbarte Zeilsheim eine selbständige Kirchengemeinde, die am 1. August 1905 einen eigenen Pfarrer erhielt. Zwischen 1973 und 2000 bildete  Sindlingen-Nord eine eigenständige Gemeinde; seit der Wiedervereinigung umfasst die Kirchengemeinde wieder den gesamten Stadtteil. Sie gehört zum Stadtdekanat Frankfurt und Offenbach in der Propstei Rhein-Main der Evangelischen Kirche in Hessen und Nassau.

## Geschichte

### 1996
Am Heiligabend 1996 wurde die Kirche Schauplatz eines erweiterten Suizids. Während des letzten Gottesdienstes des vor dem Ruhestand stehenden Pfarrers brachte eine Frau aus Usingen um 23:15 Uhr während der Christmette zwei Handgranaten zur Explosion. Die Polizei vermutete laut des damaligen Polizeisprechers, dass die Frau die Wirkung der Handgranaten möglicherweise völlig unterschätzt habe. Ob es ihre Absicht gewesen sei, dass weitere Menschen getötet werden, sei unklar. Neben der Täterin starben zwei Frauen, 13 Gottesdienstbesucher wurden zum Teil schwer verletzt. Den Ort hatte die Täterin gewählt, da ihr Sohn sich 1989 im Alter von 18 Jahren in Sindlingen das Leben genommen hatte. Wie die Täterin an die Handgranaten, die vermutlich aus dem Jugoslawienkrieg stammten, kam, konnte nicht geklärt werden.